# Scholasticus (exarch)
Scholasticus was exarch van Ravenna van 713 tot 723. 
In bepaalde historische werken wordt vermeld dat Eutychius de exarch was, tussen de ambtstermijnen van Johannes III Rizocopo en Scholasticus. Dit is echter een moderne interpolatie gebaseerd op een foutieve lezing van het Liber pontificalis.

## Context
Na de moord op de Byzantijnse keizer Justinianus II Rhinotmetos brak er vermoedelijk een opstand uit in Ravenna en was de positie van exarch vacant. 713 een nieuwe keizer, Anastasios II, een nieuwe exarch, Scholasticus. Scholasticus kreeg de opdracht de plooien met Paus Constantijn I glad te strijken, een periode van relatieve kalmte brak aan in het exarchaat, niet zo in Constantinopel waar de spanningen bleven duren tot 717, tot wanneer keizer Leo III aan de macht kwam.
Leo III was een hervormer, niet alleen op bestuurlijk vlak, maar ook op religieus vlak. In 722 verhoogde Leo III de belastingen om de Byzantijns-Arabische oorlogen te kunnen financieren, ook paus Gregorius II moest hieraan bijdragen.. De paus weigerde en kreeg steun van koning Liutprand van de Longobarden. Een hardere aanpak was nodig en Scholasticus werd vervangen door Paulus, een man met meer militaire vaardigheden.